# Atractus microrhynchus
Atractus microrhynchus – gatunek węża z rodziny połozowatych (Colubridae), występujący w północno-zachodniej Ameryce Południowej.

## Systematyka
Gatunek ten został opisany w 1868 roku przez Edwarda Drinkera Cope’a na łamach „Proceedings of the Academy of Natural Sciences of Philadelphia”. Autor nadał mu nazwę Rhabdosoma microrhynchum. Holotyp, oznaczony numerem CAS 6693 (CAS – California Academy of Science), pochodził z Guayaquilu w Ekwadorze (2°10′S 79°54′W/-2,166667 -79,900000), a został odłowiony w 1865 roku przez ekspedycję Ortona. W 1894 roku Boulenger zaproponował zsynonimizowanie tego taksonu z Atractus badius. W 1960 roku Savage dokonał rewizji rodzaju Atractus i przywrócił gatunek (jako Atractus microrhynchus), zaznaczając jednak, że jego status taksonomiczny jest niepewny, gdyż opis Cope’a nie jest wystarczająco dokładny, holotyp prawdopodobnie zaginął, brak jest innych okazów, a nie ma też pewności co do miejsca typowego. W 2012 Passos i inni wyznaczyli neotyp i szczegółowo opisali ten gatunek.

## Morfologia
Jest to mały wąż o długości SVL około 100 mm. Głowa z czarną częścią górną, po bokach głowy za oczami kremowożółty pas potyliczny. Grzbiet jednolicie ciemnobrązowy, brzuch jasnobrązowy z bokami ciemnobrązowymi.

## Występowanie
Gatunek ten występuje na wybrzeżu Pacyfiku od środkowo-zachodniego Ekwadoru do północno-zachodniego Peru.
Jego habitatem jest sezonowy wilgotny las równikowy w przedziale wysokości od poziomu morza do 800 m n.p.m.

## Status
W Czerwonej księdze gatunków zagrożonych IUCN Atractus microrhynchus jest klasyfikowany jako gatunek narażony (VU, ang. vulnerable). Liczebność populacji nie jest oszacowana, gatunek ten jest jednak opisywany jako rzadki, brak obserwacji pomiędzy opisem w 1868 a 2012 rokiem. Trend liczebności populacji nie jest określony.